# Onur Saylak
Arif Onur Saylak  (Ankara, 12 de mayo de 1977) es un actor y director turco. Ganador de cuatro premios internacionales, conocido en Latinoamérica por su rol de Tevfik en la serie Mi Patria eres Tú (Vatanim Sensin).

## Biografía
Arif Onur Saylak nació en Ankara pero se crio en Kusadasi (Aydin), Turquía. Hasta que descubrió su pasión por el teatro, estudió física en la Universidad Técnica de Oriente Medio (METU). Sin embargo, abandonó su desafortunada elección de estudios y probó su suerte en un campo totalmente diferente, la administración pública en la Universidad de Ankara, Facultad de Ciencias Políticas. Un día, vio el cartel del club de teatro universitario (Iletisim Fakultesi, Ikinci Kampus Sahnesi) y entró en la vida de actor amateur. Su deseo de actuar lo llevó a dejar la universidad y ganar los exámenes de ingreso del departamento de teatro de la Universidad de Bilkent. Durante su estudio, participó en varias obras de teatro, es decir, "Her Seye Ragmen" de Nazim Hikmet, y se graduó de la universidad en 2006.
También comenzó a actuar en la televisión para algunas películas de televisión, así como en miniseries: Yuvadan kus uctu (2003), Ask buraya ugramiyor (2004), Ne seninle ne sensiz (2005), Hisarbuselik (2005), Yabanci Damat (2006) y Kod. Adi (2006-2007). Se hizo más popular con su notable actuación en Hisarbuselik y llegó a más audiencia con Kod Adi y Asi. En algún momento trabajó como director de teatro para TED (una universidad de renombre en Ankara). Como tiene una buena voz y estaba interesado en el lado musical del teatro, participó en coros en obras teatrales universitarias (por ejemplo, Aymazoglu ve Kundakcilar / Biedermann und die Brandstifter por Max Frisch) y escribió letras para algunas obras (por ejemplo, Siradan Bir Gun / Coppia Aperta por Dario Fo en Ankara Oda Tiyatrosu). También estaba en el escenario para las obras de teatro del estado, en Getto / Ghetto de Joshua Sobol y Uc Kurusluk Opera / The Threepenny Opera de Bertolt Brecht (Ankara Devlet Tiyatrosu). Además, se lo vio en la pantalla de televisión para un programa de arte cultural en TRT 2 (Turkish National Tv and Radio Channel 2) llamado "Let's Go / Haydi Gidelim" por 13 episodios, además del programa infantil "Benimle Oynar misin?".
Ganó dos premios al mejor actor por su actuación sobresaliente en Sonbahar / The Autumn de Ozcan Alper, la mejor película del Festival de Cine Altin Koza de 2008.

## Vida personal
El 28 de julio de 2011, se casó con la actriz turca Tuba Büyüküstün en Paris, Francia. En enero de 2012, la pareja tuvo dos hijas gemelas, Maya and Toprak. La pareja se divorció el 5 de junio de 2017.

## Filmografía

### Televisión
| Año       | Título         | Papel           | Notas            |
| --------- | -------------- | --------------- | ---------------- |
| 2008-2009 | Asi            | Ziya            | Elenco principal |
| 2010-2011 | Gönülçelen     | Levent Yıldırım | Elenco principal |
| 2014      | Hayat Ağacı    | Cengiz Kaya     | Elenco principal |
| 2015-2016 | Hatırla Gönül  | Tekin           | Antagonista      |
| 2016-2018 | Vatanım Sensin | Tevfik          | Antagonista      |
| 2018-2019 | Çarpışma       | Veli Cevher     | Antagonista      |
| 2019      | Kuzgun         | Ferman          | Antagonista      |

|2020
| Babil
| Egemen kivilcim
| Antagonista
|}
- Ağır Roman Yeni Dünya (2012) – Janti Metin
- Sensiz Olmaz (2011) – Aydın
- Nefes (2009) – Ateş
- Asi (2007) – Tilki Ziya
- Kod Adı: Kaos (2007) – Erkan Karaca
- Kod Adı (2006) – Erkan Karaca
- Hisarbuselik (2006) – Çetin
- Ne Seninle Ne Sensiz (2005) – Batanay
- Yabancı Damat (2004) – İhsan
- Aşk Buraya Uğramıyor (2003)
- Bizim Evin Halleri (2000)

### Cine
- Rüzgarın Hatıraları (2015) – Aram
- Denizden Gelen (2009) – Halil
- Güz Sancısı (2008) – Tüy Üfleyen Adam
- Sonbahar (2007) – Yusuf
- Mavi Dalga

## Premios y nominaciones
| Año  | Premios                                      | Categoría            | Trabajo    | Resultado | Ref. |
| ---- | -------------------------------------------- | -------------------- | ---------- | --------- | ---- |
| 2008 | Yesilcam Awards                              | Mejor actor          | Sonbahar   | Ganador   |      |
| 2008 | SIYAD Turkish Film Critics Association Award | Mejor actor          | Sonbaharl  | Ganador   |      |
| 2016 | Berlin Independent Film Festival             | Mejor película corta | The Jungle | Ganador   |      |
| 2018 | East End Film Festival, UK                   | Mejor película       | Dahal      | Ganador   |      |